# Leptochilus arabicus
Leptochilus arabicus är en stekelart som beskrevs av Giordani Soika 1979. Leptochilus arabicus ingår i släktet Leptochilus och familjen Eumenidae. Inga underarter finns listade i Catalogue of Life.